# Bouwahjgie Nkrumie
Bouwahjgie Nkrumie, né le 16 février 2004, est un athlète jamaïcain, spécialiste des épreuves de sprint.

## Biographie
Il remporte deux médailles d'argent lors des championnats du monde juniors 2022 : sur 100 m et sur 4 × 100 m.
Le 29 mars 2023 à Kingston il descend pour la première fois sous les dix secondes sur 100 m en établissant un nouveau record de Jamaïque junior en 9 s 99.

## Palmarès
| Date | Compétition                   | Lieu | Résultat | Épreuve   | Temps   |
| ---- | ----------------------------- | ---- | -------- | --------- | ------- |
| 2022 | Championnats du monde juniors | Cali | 2e       | 100 m     | 10 s 02 |
| 2022 | Championnats du monde juniors | Cali | 2e       | 4 × 100 m | 39 s 35 |

## Records
| Épreuve | Temps  | Lieu     | Date         |
| ------- | ------ | -------- | ------------ |
| 100 m   | 9 s 99 | Kingston | 29 mars 2023 |